# Estación Río Escondido
Estación Río Escondido är en ort i Mexiko.   Den ligger i kommunen Nava och delstaten Coahuila, i den norra delen av landet, 1 000 km norr om huvudstaden Mexico City. Estación Río Escondido ligger 279 meter över havet och antalet invånare är 220.
Terrängen runt Estación Río Escondido är platt. Runt Estación Río Escondido är det ganska glesbefolkat, med 36 invånare per kvadratkilometer. Närmaste större samhälle är Piedras Negras, 16,3 km nordost om Estación Río Escondido. Trakten runt Estación Río Escondido består i huvudsak av gräsmarker.